# Lean in Femspace

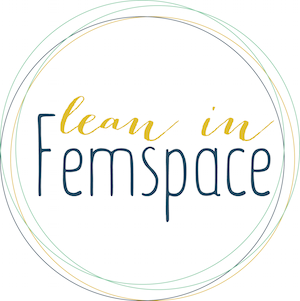

A Femspace közösség az Ausztriában élő magyar nők professzionális, nonprofit egyesülete, mely utakat és találkozási pontokat kínál, hogy az idegen nyelvi környezetben élő nők a családot és a munkavállalást ötvözve képesek legyenek lehetőségeik teljes kihasználására. 2017 februárjában alapították Bécsben. Alapítói és kulcsemberei közé tartozik Tóth Erzsébet Fanni, Pöőr-Tóth Krisztina, Tanczer Viktória, Dávid Adél, Bartha Elektra.

## Tevékenysége
A közösség a 2017 februári alapításakor a világméretű Lean In Communityk mintájára szerveződött, azonban már működése első évében tevékenységi köre nagyban meghaladta azt. 2018 augusztus óta Ausztriában hivatalosan bejegyzett egyesületként működik Femspace – Ausztriai Magyar Nők Egyesülete név alatt.
Workshopokkal, mentorprogramokkal és online tevékenységgel járul hozzá, hogy a külföldre költözött, újrakezdő magyar származású (de nem csak magyar állampolgárságú) nők tisztábban lássák a karrierlehetőségeiket, szakmailag tovább tudjanak fejlődni és új, értékes (szakmai) kapcsolatokat tudjanak új, választott hazájukban is teremteni.
A Femspace nemzetközi mentorprogramjainak keretein belül változatos témákban folyik egyéni személyes, vagy online mentorálás: munkakeresés külföldön, személyes kompetenciák fejlesztése, én-márkaépítés, vállalkozásindítás, marketing és PR-témákban. 2022-ig hat ciklusban több, mint 100 nő vett részt a programban, mellyel túllépték Ausztria határait (Németország, Svájc, Spanyolország, Magyarország, Szlovákia területéről is voltak mentoraik illetve mentoráltjaik). A mentorok mentoráltakkal való hatékony munkáját egy vezető mentor, illetve a külföldi szakmai újrakezdés kihívásaira reflektáló, saját fejlesztésű mentorálási módszertani kézikönyv is segíti.
A megalakulása óta több, mint 50 rendezvényük volt magyar, német és angol nyelveken. A szakmai előadások és workshopok mellett nagy sikernek örvendenek a rendszeres networking estjeik, illetve az évente 1-2 alkalommal megrendezésre kerülő kulturális programjaik is.
Hogy az Ausztria területén kívül élőket is hatékonyan elérjék, offline rendezvényeiken kívül számos online felületen is jelen vannak. YouTube-csatornájukon számos informatív, Bécs városát bemutató, a nőkkel, anyasággal, vállalkozással és külföldön élő tanácsokkal foglalkozó videót lehet megtekinteni. A blogjukon szakmai és rendezvényeikkel kapcsolatos cikkeket lehet olvasni. Facebook oldalaik és zárt csoportjuk nagy és aktív követőbázissal rendelkezik.

## Nemzetközi projektjei

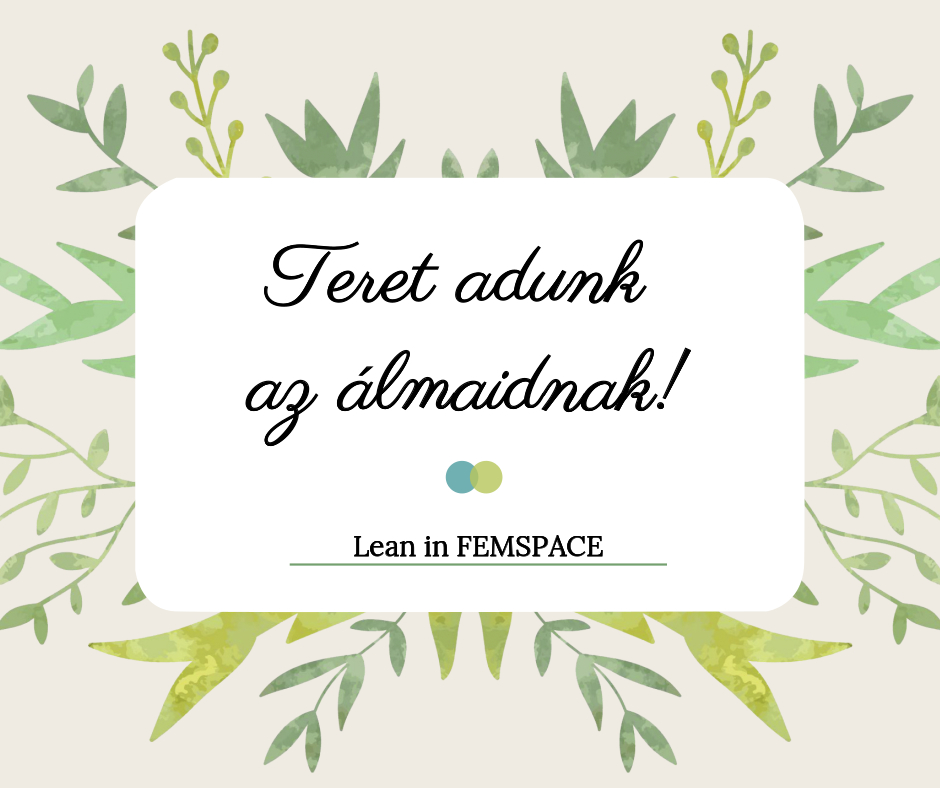

2018 szeptembere és 2021 októbere között a Femspace aktív szereplője volt az iFEMPOWER Erasmus+ projektnek, amely elsődleges célja a nők vállalkozóvá válásának elősegítése. A 7 európai ország közreműködésével létrejött hároméves projekt nagy hangsúlyt fektet a kutatásra, a vállalkozói készségek felsőoktatási tantervekbe integrálására és a személyes mentorálás gyakorlatának elterjesztésére.
2019 szeptemberében bemutatkoztak a FemCities európai konferencián is, amely az európai nagyvárosok nőügyi bizottságainak éves szakmai platformja. Az egyesület Bécs város kiemelt best practise-ként szerepelt a programban Archiválva 2022. október 25-i dátummal a Wayback Machine-ben.
2019-ben a spanyolországi Sevilla városában prezentálták a Femspace vízióját és a női vállalkozók támogatásának sajátos, külföldön újrakezdőkre adaptált módszertanát.

2020 februárjában a portugáliai Portoban megrendezésre kerülő "How to nurture the entrepreneurial potential of women" című nemzetközi konferencián mutatták be a Femspace mentorprogram módszertanát és eddigi sikereit.

## Femspace programjai

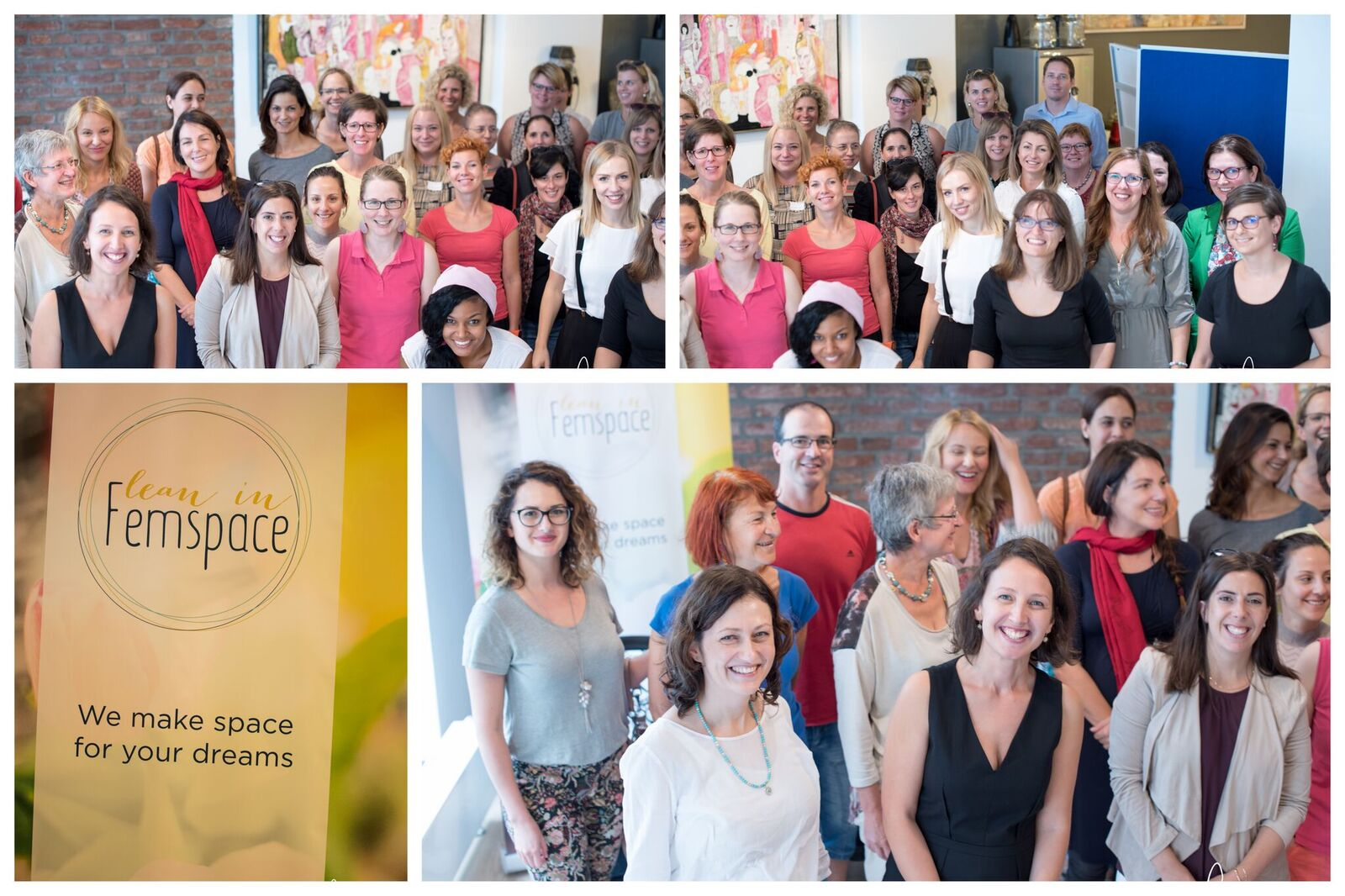
Fotó: Sárfi Niki- [http://www.nicigraphy.com/ Nicigraphy

- Nemzetközi mentorprogramok
- Workshopok
- Szakmai előadások
- Vitaklub
- Networking estek
- Kulturális események
- Pódiumbeszélgetések
- iFEMPOWER
- Online platformok